# Félix Rémond
 (décembre 2023).
Si vous disposez d'ouvrages ou d'articles de référence ou si vous connaissez des sites web de qualité traitant du thème abordé ici, merci de compléter l'article en donnant les références utiles à sa vérifiabilité et en les liant à la section « Notes et références ».
Félix Rémond (1779 - 1860) est un ébéniste français.

## Œuvres
- Berceau de parade dit du Duc de Bordeaux (1819), 126 x 226 cm. Commandé par le Garde-Meuble royal à la troisième grossesse de la duchesse de Berry, ce berceau arbore un décor qui manifeste autant la victoire sur la mort que celle des Bourbons sur l’empire napoléonien. Ce fut une fille qui naquit, la princesse Louise-Marie-Thérèse. Lorsqu'enfin naquit un fils, Henri, duc de Bordeaux, le berceau de Louise-Marie-Thérèse servit à nouveau et le nom du jeune prince fut associé au meuble comme s’il en avait été le premier et seul destinataire. Bâti en chêne, incrusté de loupe d'orme, de noyer et d'amarante, une "renommée" (femme ailée en bronze doré) tenant une corne d'abondance débordante de fruits et de légumes fait corps avec la nacelle ovale. Des médaillons marquetés représentent les arts. Le berceau fut présenté à l'Exposition universelle de 1900. Collection du Mobilier national (GMEC 38), en dépôt au musée des Arts décoratifs de Paris.
- Bercelonnette du duc de Bordeaux (1819), 193 x 140,4 cm. Commandée par le Garde-Meuble royal à la même époque que le berceau d'apparat cité ci-dessus, elle servit également lors de la naissance de Louise d'Artois au palais de l'Élysée-Bourbon le 21 septembre 1819, ainsi qu'à la naissance du duc de Bordeaux au palais des Tuileries le 29 septembre 1820. Loupe d’amboine, loupe de frêne et ronce de noyer, ornée de bronzes ciselés et dorés. Collection du Mobilier national (GMEC 39), en dépôt au château de Compiègne, prêt à long terme au musée du Louvre.
- Psyché à musique (1823), 193 x 106,5 cm, loupe de thuya et d'amboine, marqueteries en loupe d'orme, bâti en chêne. Présenté à l'Exposition publique des produits de l'industrie, Paris 1823. Collection du Mobilier national, en dépôt au musée des Arts décoratifs de Paris.